# Pergel Bence
Pergel Bence (2004. december 14.) motokrosszversenyző, többszörös magyar bajnok, korosztályos cseh bajnok és világbajnoki pontszerző. Jelenleg a HTS KTM Racing Team színeiben szerepel.

## Pályafutása

### A kezdetek
Pergel Bence már 5 éves korától kezdve a motokrossz szerelmese. Bátyja szintén motokrosszversenyző volt, így nem volt kérdés, hogy ő is a nyomdokaiba lép.  2010-től már versenyszerűen is űzte ezt a sportot. 2011-től a magyar bajnokság MX50-es géposztályában szerepelt, ahol három éven át versenyzett folyamatosan. Első évében 3. lett összetettben, 2012-ben a 4., 2013-ban pedig ismét 3.
2014-ben kategóriát váltott és 65 köbcentis motorral indult. Az MX65-ben szintén három évet töltött el - mind a három alkalommal a 3. helyen zárt a szezon végén. 2017-ben MX85-ben is egy összetett 3. hely lett az év végi eredménye, 2018-ban pedig már 2. helyen zárta az évet két futamgyőzelemmel. A 2019-es szezonban a magyar bajnokságban a 14-ből mindössze csak 4 alkalommal indult - ezeken viszont kétszer is nyerni tudott MX85-ben (összetett 9. hely). Indult viszont Németországban, az ADAC Junior Cup 85cc-s kategóriájában is: ott egy fél szezont teljesített csak, összetettben pedig a 21. helyen végzett.
2020-ban a HTS Team tagja lett, a magyar bajnokság mellett pedig indult a cseh bajnokságban is. Magyarországon már nem utánpótlás versenyzőként szerepelt, hanem a felnőtt MX2 bajnokságban indult, ahol kis híján bajnok lett. Összetettben 2. lett a végelszámolásnál Jakob Kristóf mögött - mindössze 3 pont hiányzott neki a bajnoki címhez. 

### 2021
A 2021-es évben újabb távlatok nyíltak meg előtte a nemzetközi szintű felnőtt versenyek terén. Részt vehetett a 125 köbcentis junior világbajnokságon Görögországban, ahol összesített 6. helyet ért el. Az Európa-bajnokságon pedig (EMX125) teljesített egy szűk fél szezont (a 9 fordulóból csak 4-en indult), az összetett 20. helyen végzett.
A cseh bajnokságban elsöprő szezont futott: 14-ből 11 futamot nyerve 125-ös junior cseh bajnok lett. Németországban, az ADAC Junior Cup 125-ös géposztályában pedig a 10. lett összetettben (csak egy fél szezont futott és volt két 3. helyezése is).
A magyar bajnokságban ismét MX2-ben indult, ahol egy versenyhétvégét kihagyott, Kiskunlacházán viszont kétszer is nyerni tudott - végül a 4. lett a végelszámolásnál. 
Kiemelkedő eredményei elismerése képpen a Magyar Motorsport Szövetség az év végén megválasztotta őt az év versenyzőjének és jelölték az Év Legjobb Sportolójának is.

### 2022
Teljes szezont futott az ADAC Junior Cup 125-ös géposztályában, ahol a 6. lett összetettben, volt futamgyőzelme és övé lett a Holeshot-díj, amit a legjobban rajtoló versenyző kap.
Az Európa-bajnokságon (EMXOpen kategória) ezúttal csak két versenyhétvégén indult, az Olasz Nagydíjon és Trentinóban. Ezeken összesen 17 pontot gyűjtött össze és összetettben a 43. helyen zárt.
A magyar MX2-es bajnokságban pedig a 2. lett összetettben: csak három olyan verseny volt, amit nem nyert meg, hátránya pedig mindössze 10 pont volt a bajnok Técsi László Márk mögött.
Pergel a saját közösségi oldalán jelentette be, hogy 2022 júniusától ő is a Humda Academy utánpótlás-nevelő programjának tagja lett.

### 2023
A 2023-as évben nemzetközi szinten elmaradtak tőle a kiugró eredmények. Az egy fordulós csehországi EMX2T Eb-n két ponttal az összesített 25. helyen zárt, Németországban az ADAC Youngster Cup-ban pedig csak egy fél szezont ment és összetett 30. lett.
Fontos megjegyezni, hogy a szezon második felében sokat kellett kihagynia egy sérülés miatt.
A magyar bajnokságban viszont meglett neki az MX2-es bajnoki cím. 10-ből 7 alkalommal győzni tudott, így magabiztosan húzta be a magyar bajnoki titulust.

### 2024
2024-ben már nem hátráltatta a sérülés, így rengeteg futamon indult - itthon és külföldön egyaránt. Az Eb-n két kategóriában is érdekelt volt: az EMX250-ben a trentinói és a svájci hétvégén indult csak (összetett 28. hely); viszont az egy fordulós csehországi EMX2T-n az összesített 2. helyet érte el.
Az ADAC Youngster Cup-ban ezúttal már teljesíteni tudta a teljes szezont és 3. helyen zárt az év végén (és ismét ő nyerte a Holeshot-díjat). Ezeken felül indult a cseh bajnokságban; az olasz bajnokságban , az osztrák bajnokságban pedig csak egy versenyen indult Paldauban MX2-ben - igaz, ott 2. lett (összetett 31. hely a szezon végén). 
Itthon ezúttal is remek évet zárt. Az Ob-n első alkalommal mérettette meg magát a királykategóriában és rögtön első nekifutásra az Elite MX1 kategória bajnoka lett (8-ból 4-szer nyerni tudott).

### 2025
Pergel Bence szabadkártyásként elindult élete első felnőtt világbajnoki futamán St. Jean d'Angely-ben, az MX Európa Nagydíjon MX2-ben. A debütáló hétvégéjén egyből sikerült pontokat szereznie az esztergomi motorosnak, ami hatalmas siker - nem sok magyar versenyző tudott vb-n pontot szerezni.